# Zdzisław Dmochowski
Zdzisław Ambroży Dmochowski (ur. 7 grudnia 1864 w Kłodnicy, zm. 6 stycznia 1924 w Warszawie) – tytularny generał brygady Wojska Polskiego, doktor medycyny, profesor.

## Życiorys
Urodził się 7 grudnia 1864 w Kłodnicy, w rodzinie Stanisława i Julii z Kempińskich. Absolwent gimnazjum w Siedlcach i Uniwersytetu Warszawskiego. Członek założyciel Towarzystwa Naukowego Warszawskiego w 1907 roku. Pracownik naukowy Uniwersytetu Warszawskiego w latach 1889–1910. Był też profesorem anatomii patologicznej na Uniwersytecie Lwowskim. W połowie 1917 został wybrany dziekanem Wydziału Lekarskiego Uniwersytetu Lwowskiego na rok akademicki 1917/1918. Autor dzieła Diagnostyka anatomopatologiczna (I tom ukazał się w roku 1903, II w roku 1909).
Z dniem 1 stycznia 1919 został przyjęty do Wojska Polskiego i mianowany podpułkownikiem lekarzem. Początkowo pełnił służbę na stanowisku prezesa Wojskowej Rady Sanitarnej przy Szpitalu Ujazdowskim w Warszawie. W 1920 przyczynił się do założenia czasopisma Lekarz Wojskowy, w tym samym roku zweryfikowany jako pułkownik ze starszeństwem z 1 czerwca 1919 roku. 27 sierpnia 1921 mianowany kierownikiem oddziału anatomii patologicznej w Wojskowym Instytucie Sanitarnym. 31 października 1923 został przeniesiony w stan spoczynku jako tytularny generał brygady. Mieszkał w Warszawie, gdzie zmarł 6 stycznia 1924. Pochowany na cmentarzu w Tuchowiczu.
Żonaty z Julią z Sosnowskich, z którą miał córkę Marię Ludwikę i syna Zdzisława Włodzimierza.

## Ordery i odznaczenia
- Krzyż Komandorski Orderu Odrodzenia Polski – 2 maja 1923 „w uznaniu zasług, położonych dla Rzeczypospolitej Polskiej na polu administracji wojskowej”[5][6][7]